# 斯氏小囊螺
斯氏小囊螺（学名：Microcystina schmackeriana）为拟阿勇蛞蝓科小囊螺属的动物。本物種舊屬小囊螺属，今屬拟小嚢螺属。

## 分佈
本物種有文獻紀錄的分佈地只有香港（模式產地位於流浮山）:184及越南:33，但也見於
分布于广东、海南、湖南、澳门等地，生活环境为陆地，多生活于公园、农田、林区潮湿多腐殖质的土壤表层以及落叶腐木石块下。